# Saint-Germer-de-Fly
Saint-Germer-de-Fly és un municipi francès, situat al departament de l'Oise i a la regió dels Alts de França. L'any 2007 tenia 1.745 habitants.

## Demografia

### Població
El 2007 la població de fet de Saint-Germer-de-Fly era de 1.745 persones. Hi havia 685 famílies de les quals 153 eren unipersonals (48 homes vivint sols i 105 dones vivint soles), 258 parelles sense fills, 234 parelles amb fills i 40 famílies monoparentals amb fills.
La població ha evolucionat segons el següent gràfic:
Habitants censats

### Habitatges
El 2007 hi havia 783 habitatges, 684 eren l'habitatge principal de la família, 57 eren segones residències i 42 estaven desocupats. 740 eren cases i 37 eren apartaments. Dels 684 habitatges principals, 571 estaven ocupats pels seus propietaris, 99 estaven llogats i ocupats pels llogaters i 14 estaven cedits a títol gratuït; 6 tenien una cambra, 35 en tenien dues, 153 en tenien tres, 251 en tenien quatre i 239 en tenien cinc o més. 525 habitatges disposaven pel capbaix d'una plaça de pàrquing. A 329 habitatges hi havia un automòbil i a 257 n'hi havia dos o més.

### Piràmide de població
La piràmide de població per edats i sexe el 2009 era:
| Homes | Edats   | Dones |
| ----- | ------- | ----- |
| 0     | 95 o +  | 0     |
| 0     | 90 a 94 | 0     |
| 4     | 85 a 89 | 16    |
| 16    | 80 a 84 | 0     |
| 36    | 75 a 79 | 52    |
| 16    | 70 a 74 | 36    |
| 56    | 65 a 69 | 32    |
| 48    | 60 a 64 | 64    |
| 40    | 55 a 59 | 44    |
| 44    | 50 a 54 | 56    |
| 60    | 45 a 49 | 48    |
| 64    | 40 a 44 | 44    |
| 72    | 35 a 39 | 72    |
| 64    | 30 a 34 | 68    |
| 48    | 25 a 29 | 64    |
| 44    | 20 a 24 | 40    |
| 64    | 15 a 19 | 56    |
| 88    | 10 a 14 | 84    |
| 68    | 5 a 9   | 44    |
| 40    | 0 a 4   | 48    |

## Economia
El 2007 la població en edat de treballar era de 1.082 persones, 762 eren actives i 320 eren inactives. De les 762 persones actives 663 estaven ocupades (367 homes i 296 dones) i 98 estaven aturades (46 homes i 52 dones). De les 320 persones inactives 104 estaven jubilades, 106 estaven estudiant i 110 estaven classificades com a «altres inactius».

### Ingressos
El 2009 a Saint-Germer-de-Fly hi havia 692 unitats fiscals que integraven 1.734 persones, la mediana anual d'ingressos fiscals per persona era de 17.458 €.

### Activitats econòmiques
Dels 62 establiments que hi havia el 2007, 3 eren d'empreses extractives, 1 d'una empresa alimentària, 3 d'empreses de fabricació d'altres productes industrials, 12 d'empreses de construcció, 13 d'empreses de comerç i reparació d'automòbils, 4 d'empreses de transport, 7 d'empreses d'hostatgeria i restauració, 3 d'empreses financeres, 4 d'empreses de serveis, 5 d'entitats de l'administració pública i 7 d'empreses classificades com a «altres activitats de serveis».
Dels 20 establiments de servei als particulars que hi havia el 2009, 1 era una oficina de correu, 3 tallers de reparació d'automòbils i de material agrícola, 2 paletes, 2 guixaires pintors, 5 fusteries, 2 electricistes, 3 perruqueries i 2 restaurants.
Dels 5 establiments comercials que hi havia el 2009, 1 era una botiga de més de 120 m², 1 una botiga de menys de 120 m², 2 carnisseries i 1 una joieria.
L'any 2000 a Saint-Germer-de-Fly hi havia 32 explotacions agrícoles que ocupaven un total de 930 hectàrees.

## Equipaments sanitaris i escolars
L'únic equipament sanitari que hi havia el 2009 era una farmàcia.
El 2009 hi havia 1 escola maternal i 1 escola elemental.

## Poblacions més properes
El següent diagrama mostra les poblacions més properes.